# Pierre Macherey
Pierre Macherey (Belfort, 17 februari 1938) is een Frans marxistisch literatuurcriticus en filosoof. Als voormalig student van Louis Althusser schreef hij mee aan het gezamenlijke werk Lire le Capital (1965). Zijn eigen publicaties zijn te situeren in het verlengde van dit werk en zijn qua inslag poststructuralistisch en marxistisch. Hij heeft vooral geschreven over literatuur en richt zich op auteurs als Baruch Spinoza en Georges Canguilhem.